# Tlogomulyo (Tlogomulyo)
Tlogomulyo is een bestuurslaag in het regentschap Temanggung van de provincie Midden-Java, Indonesië. Tlogomulyo telt 1361 inwoners (volkstelling 2010).